# Радковец
Радковец (словен. Radkovec) је насељено место у општини Словенска Бистрица, Подравска регија, Словенија.

## Историја
До територијалне реорганизације у Словенији био је у саставу старе општине Словенска Бистрица. Као самостално насеље, Радковец постоји од 2000. године. Настао је издвајањем дела из насеља Мало Тиње.

## Становништво
У попису становништва из 2011. године, Радковец је имао 41 становника.
| Број становника према пописима | Број становника према пописима |
| ------------------------------ | ------------------------------ |
| 2002                           | 2011                           |
| 42                             | 41                             |

Напомена: Године 2000. настала издвајањем дела из насеља Мало Тиње.